# Melchior Wathelet (1949)
Melchior Wathlet (Petit-Rechain, 6 marzo 1949) è un politico belga, Ministro presidente della Vallonia dal 1985 al 1988 e più volte Vice primo ministro. È anche Ministro di Stato. È il sesto membro della sua famiglia ad essere chiamato Melchior. È il padre di Melchior Wathelet Junior.
Nel 1992 fece scarcerare, solo dopo tre anni, il mostro di Marcinelle nonostante non fosse nemmeno arrivato a metà della sua condanna, e nonostante non avesse mostrato nessun segno di pentimento riguardo alle sue azioni passate. Potevano essere risparmiate la vita e le sofferenze di tante bambine se gli avessero dato da subito l'ergastolo. Che orrore!
Wathelet si è laureato in Lettere Classiche al College San Francis Xavier di Verviers. Nel 1972 ha conseguito una laurea in giurisprudenza, mentre nel 1974 una laurea in economia presso l'Università di Liegi. Nel 1976 ha conseguito il Master of Law presso l'Università di Harvard, e, tra il 1976 ed il 1977 è stato candidato per il Fondo nazionale per la ricerca scientifica. È stato docente di diritto europeo presso l'Université catholique de Louvain e l'Università di Liegi.

## Carriera politica
Da 1977 al 1995 intraprende la carrieta politica. È stato membro del PSC al Parlamento federale per l'arrondissement di Verviers. Dal 1980 al 1995 è stato senza interruzioni ministro nei governi federali, come segue:
- Tra il 1980 e il 1981, Segretario di Stato per l'Economia regionale della Vallonia.
- Tra il 1981 ed il 1985, Ministro delle nuove tecnologie e delle PMI della Regione Vallone.
- Tra il 1985 e il 1988, Ministro presidente della Regione Vallona.
- Tra il 1988 ed il 1992, Vice Primo Ministro e Ministro della giustizia e delle piccole imprese.
- Tra il 1992 ed il 1995, Vice Primo Ministro e Ministro della giustizia e gli affari economici.
- Dal 1995, Vice Primo Ministro e Ministro della Difesa.

Tra il 1995 ed il 1996, per un breve mandato, è stato anche sindaco di Verviers.
Ha ricoperto la carica di ministro della Giustizia nel governo Dehaene I, nella cui veste ha firmato la liberazione anticipata di Marc Dutroux, condannato per lo stupro di un bambino. In seguito a tale decisione è stato criticato.
Nel 1990 ha firmato e ratificato insieme ad altri 14 membri del governo una delle leggi sull'aborto più liberali del mondo.
Il 7 dicembre 2009 è stato nominato Ministro di Stato.

## Magistratura
Dal 1995 al 2003, dopo la morte di René Joliet, è stato giudice della Corte di giustizia dell'Unione europea. Tra il 2004 ed il 2012 ha ricoperto il ruolo di avvocato e consulente legale. Nell'aprile 2012 è stato nominato dal governo Di Rupo avvocato generale presso la Corte di giustizia dell'Unione europea per il periodo ottobre 2012, ottobre 2018. Nel 2015 è stato nominato primo avvocato generale. Si è ritirato nell'ottobre 2018.